# Думуслау (Салаж)
Думуслау (рум. Dumuslău) насеље је у Румунији у округу Салаж у општини Карастелек. Oпштина се налази на надморској висини од 278 m.

## Становништво
Према подацима из 2002. године у насељу је живело 98 становника, од којих су сви румунске националности.